# Phụ Nam
Phụ Nam (chữ Hán giản thể:阜南县, âm Hán Việt: Phụ Nam huyện) là một huyện thuộc địa cấp thị Phụ Dương, tỉnh An Huy, Cộng hòa Nhân dân Trung Hoa. Huyện này có diện tích 1.842 km², dân số 1,452 triệu người. Về mặt hành chính, huyện Phụ Nam được chia thành 20 trấn, 11 hương. Các đơn vị này lại được chia ra thành 766 thôn hành chính. 
- Trấn: Thành Quan, Phương Tập, Trung Cương, Tào Tập, Điền Tập, Sài Tập, Viên Tập, Triệu Tập, Miêu Tập, Hoàng Cương, Tân Thôn, Chu Trại, Trương Trại, Tiêu Pha, Vương Hóa, Vương Yển, Địa Thành, Vương Gia Bá, Hồng Hà Kiều, Tam Tháp.
- Hương: Vương Điếm Tư, Thành Giao, Công Kiều, Cáo Đài, Hứa Đường, Hội Long, Long Vương, Liễu Câu, Đoạn Dĩnh, Vu Tập, Lão Quan.